# Momento do arremesso
No beisebol, o momento do arremesso (time of pitch) é o instante quando o arremessador começa seu movimento para arremessar e, pelas regras, se compromete a lançar o arremesso. Assim, esse instante ocorre antes do arremessador, de fato, soltar a bola. Uma vez que o arremessador compromete-se ao lançamento do arremesso, é ilegal para ele retornar à sua posição de arremesso. Se isso acontecer, ele é penalizado com um balk, e quaisquer corredores são permitidos avançar uma base.
Uma base do corredor no momento do arremesso é a última base que ele tenha legalmente conseguido antes do momento do arremesso.